# Пажа (приток Вонделя)
Пажа — река в России, протекает по Ярославскому району Ярославской области. Устье реки находится в 3,8 км по левому берегу реки Вондель от её устья. Длина реки составляет 14 км. Сельские населённые пункты у реки: Иванищево, Голенцево, Есемово и Епифаново, Дорогилино, Нагавки, Новленское, Михайловское; устье расположено у деревни Вощино, исток южнее деревни Колокуново. У Есемово и Епифаново на реке устроена плотина.

## Данные водного реестра
По данным государственного водного реестра России относится к Верхневолжскому бассейновому округу, водохозяйственный участок реки — Волга от Рыбинского гидроузла до города Кострома, без реки Кострома от истока до водомерного поста у деревни Исады, речной подбассейн реки — Волга ниже Рыбинского водохранилища до впадения Оки. Речной бассейн реки — (Верхняя) Волга до Куйбышевского водохранилища (без бассейна Оки).
Код объекта в государственном водном реестре — 8010300212110000011078.